# Spøttrup Borg
För den före detta kommunen Spøttrup, se Spøttrups kommun.

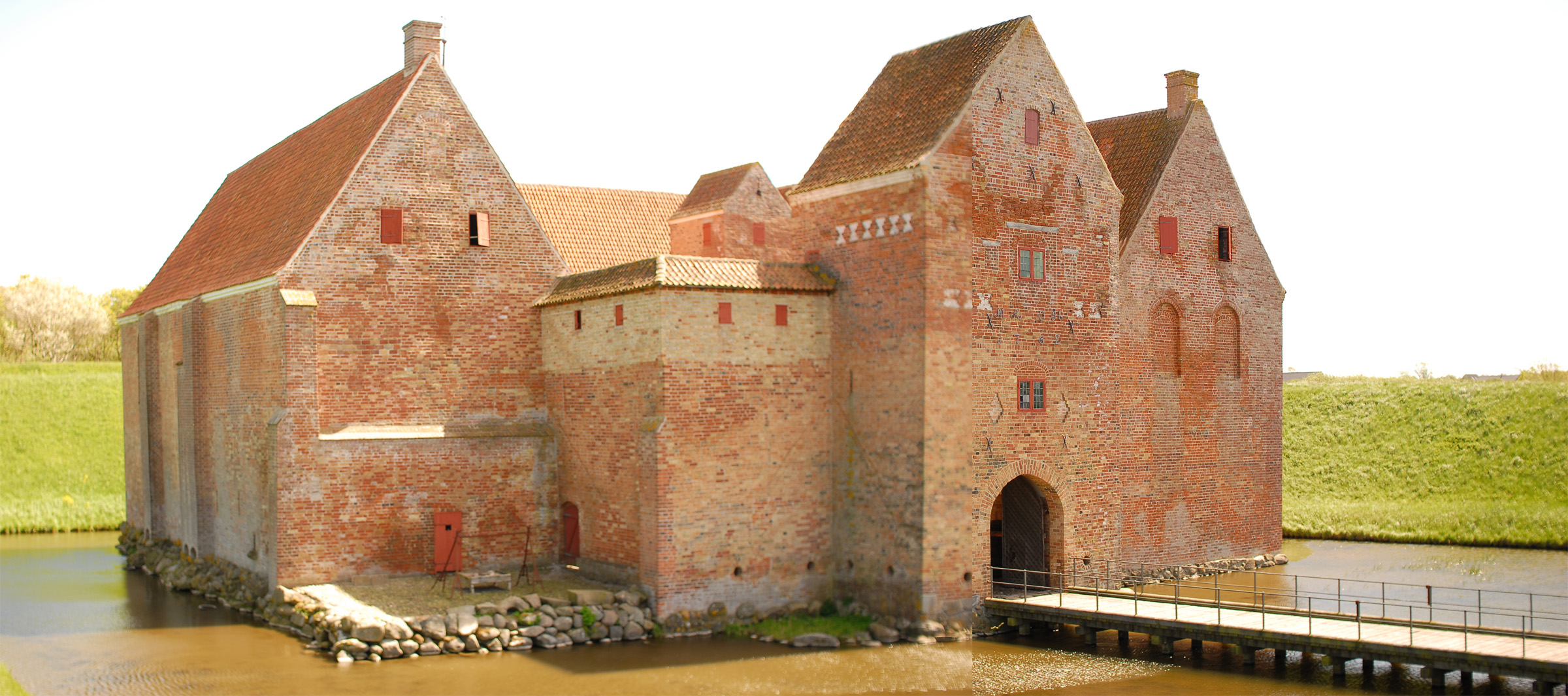
Spøttrup Borg från nordost idag.

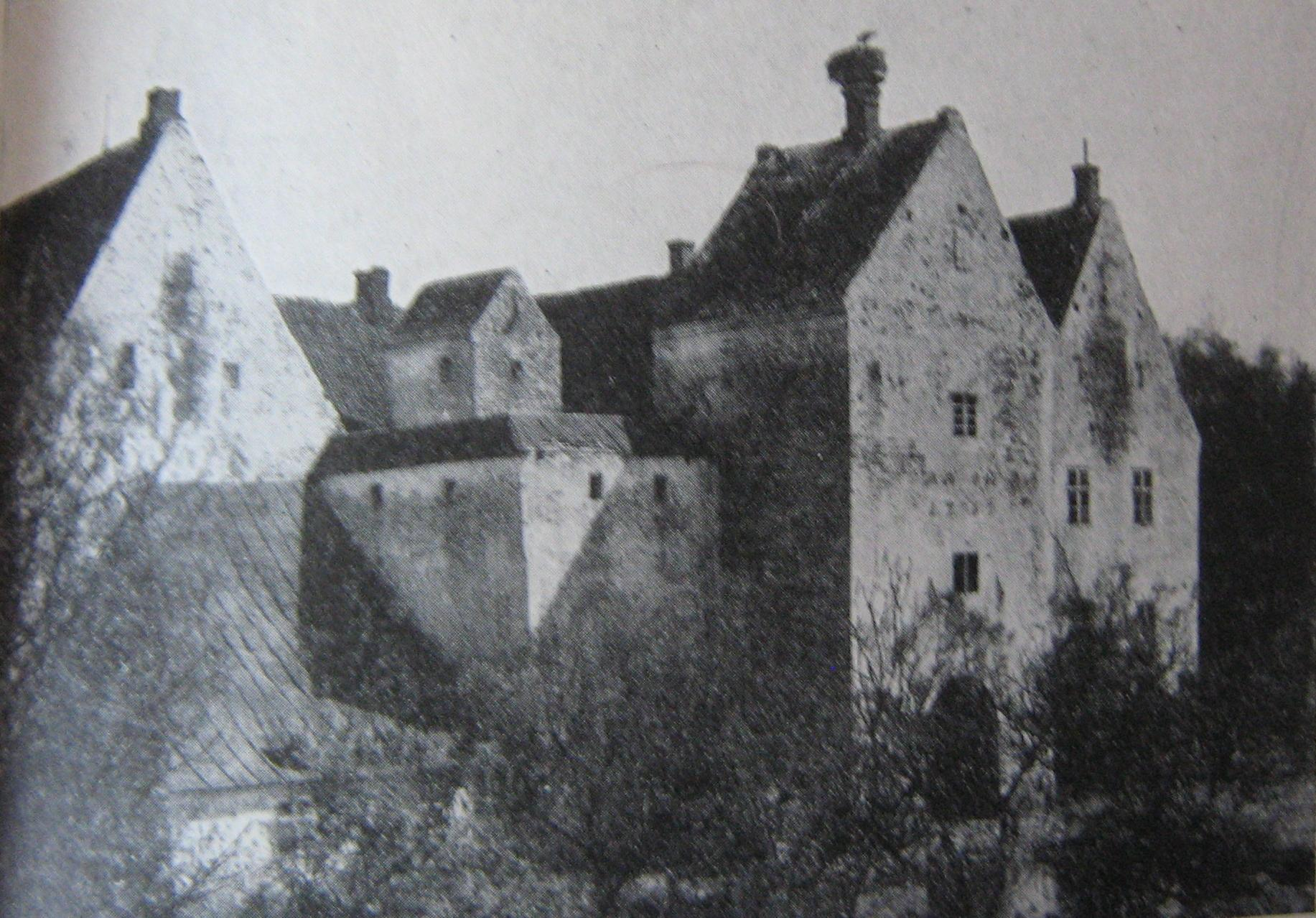
Borgen i början av 1900-talet.

Spøttrup Borg är ett danskt slott nordväst om Skive på halvön Salling i Limfjorden.
Spøttrup Borg byggdes vid 1400-talets slut av biskoparna i Viborg, till vilket stift gården skänkts 1404. Omkring 1525 skedde en omfattande ombyggnad. Kring en fyrkantig gård sluter sig tre längor och en hög mur med porttorn. Spøttrup, som vid 1900-talets början var helt förfallet, inköptes 1937 av Statens Jordlovsudvalg. Borgen genomgick en restaurering och invigdes 1941 som museum.